# Rambler Six e V8
La Six è un'autovettura mid-size prodotta dalla American Motors Corporation dal 1956 al 1960. Nel 1957 è stata introdotta la versione con motore V8, a cui fu dato il nome di Rambler V8.

## Storia
Il modello nacque in un momento in cui la Ford e la Chevrolet si stavano facendo un'agguerrita concorrenza. Questo periodo, che andò dal 1953 al 1954, permise alle case automobilistiche più piccole come la American Motors di avere più spazio sui mercati.
Il modello è stato venduto dai concessionari Hudson e Nash. Era disponibile in versione berlina quattro porte e familiare quattro porte. Il motore disponibile di base era un sei cilindri in linea da 3,2 L di cilindrata che erogava 120 CV di potenza nella versione del 1956, e 125 CV o 135 CV negli anni successivi. Il propulsore che era montato sulla V8 aveva invece una cilindrata di 4,1 L e sviluppava 190 CV. Il motore era installato anteriormente, mentre la trazione era posteriore.
Il modello è stato assemblato negli Stati Uniti (per la precisione a Kenosha, nel Wisconsin) e in Belgio, a Bruxelles. In quest'ultimo stabilimento, la Six venne prodotta tramite il sistema del complete knock down.